# Alfonso de Aragón y de Escobar
Alfonso d'Aragona e Escobar, noto anche come Alonso d'Aragona (Alfonso anche in spagnolo e in asturiano, Alfons, in catalano, Afonso in portoghese e in galiziano, Alifonso in aragonese, Alfontso in basco, Anfós in  occitano, Alphonse in francese e Adefonsus o Alfonsus in latino; Olmedo, 1417 – Linares, 4 novembre 1485), fu conte di Ribagorza dal 1469 e primo duca di Villahermosa dal 1476 fino alla sua morte.

## Origine
Secondo Una personificación del ideal caballeresco en el medievo tardío: Don Alonso de Aragón, Alfonso era il figlio del re di Navarra, re di Aragona, Valencia, Sardegna, Maiorca e di Sicilia, re titolare di Corsica, conte di Barcellona e delle contee catalane, Giovanni II il Grande d'Aragona e di un'amante, Eleonora di Escobar, che, ancora secondo Una personificación del ideal caballeresco en el medievo tardío: Don Alonso de Aragón era una nobile discendente da una famiglia che era ricevuta alla corte del regno di Castiglia.

Giovanni II il Grande d'Aragona, era il figlio terzogenito (secondo maschio) del principe di Castiglia e León, e futuro re della corona d'Aragona e di Sicilia, Ferdinando (figlio secondogenito di Giovanni I e della sua prima moglie Eleonora di Aragona) e di Eleonora d'Alburquerque (1374 - 1435), figlia secondogenita dell'infante di Castiglia e conte d'Alburquerque, Sancho Alfonso.

Alfonso era fratellastro di Carlo di Viana e di Ferdinando II d'Aragona.

## Biografia
Secondo Una personificación del ideal caballeresco en el medievo tardío: Don Alonso de Aragón, Alfonso nacque a Olmedo, verso il 1420.
Il 18 agosto 1443, Alfonso fu eletto maestro dell'Ordine di Calatrava e dopo due anni, nel 1445, fu sostituito.

Alfonso MAESTRE DE CALATRAVA in Don Alonso de Aragón, la "espada" o "lanza" de Juan II.
Nel 1449, Alfonso, in Castiglia, prese parte all'attacco contro Cuenca e all'occupazione di Pastrana.
Alfonso partecipò alla guerra civile di Navarra, schierandosi col padre, contro il fratellastro, Carlo di Viana, partecipando alla battaglia di Aibar, dove, secondo la Historia del condado de Ribagorza, convinse il fratellastro, ormai sconfitto ad arrendersi.
Durante la guerra contro la Catalogna, Afonso si schierò con il padre, prendendo parte, tra il 1462 ed il 1468 a diverse campagne militari.
Il 27 novembre 1469, a Monzón, Alfonso ricevette da suo padre, Giovanni II il Grande d'Aragona, il titolo di Conte di Ribagorza, succedendo al suo fratellastro, Ferdinando.

Nel 1473, difese la sua contea da un attacco francese.
Alfonso fu a fianco del fratellastro, Ferdinando, nel 1473, alla riconquista di Perpignano.
Nel 1475, da suo padre, Giovanni II il Grande d'Aragona, Alfonso fu creato Duca di Villahermosa come premio per la sua lealtà e per il suo valore militare.
Alfonso partecipò alla guerra contro il Sultanato di Granada; durante la campagna militare, per la conquista di Zalea, morì a Linares en 1485.

## Matrimonio e discendenza
Il 15 settembre 1477, Alfonso aveva sposato Eleonora di Sotomayor, figlia di Giovanni di Sotomayor e di Elisabetta del Portogallo; Eleonora era dama di corte della regina, Isabella la Cattolica; pare che questo matrimonio di Alfonso con una donna che aveva meno della metà dei suoi anni, avesse contrariato il padre, Giovanni II il Grande d'Aragona, che minacciò di donare il Ducato di Villahermosa a suo figlio illegittimo, Juan de Aragón.
- Alfonso da Eleonora ebbe tre figli[18][19]:
  - Fernando de Aragón y de Sotomayor (1478 - 1481), al quale fece da padrino il suo omonimo, lo zio  Ferdinando[20];
  - Alfonso de Aragón y de Sotomayor (1479 - 1513), data la prematura morte del primogenito, fu il secondo Duca di Villahermosa[20];
  - María de Aragón y de Sotomayor (Zaragoza, 1485 - Piombino, 1513), che sposò, in prime nozze, Roberto II Sanseverino, e, nel 1510, in seconde nozze, Jacopo V Appiano, signore  di Piombino[17], che fu principessa di Salerno e contessa di Marsico[20].

Alfonso, da diverse amanti, aveva avuto diversi figli illegittimi:
- María Junquers, figlia di Mosen Gregorio de Junquers, castellano di Roses[20], gli diede due figli
  - Juan (1457 - 1528), Conte di Ribagorza e primo duca di Luna[20];
  - Eleonora († 1478), sposata a Jaime de Milá, prima contessa di Albaida[21].
- Estenga Conejo, di famiglia ebraica di Saragozza (chiamata María Sánchez Cornejo dopo la sua conversione al cristianesimo) e conosciuta a Saragozza come "La Maestresa", per la sua relazione intima con Alfonso, o "Doña María de Aragón"[20], che gli diede tre figli
  - Alonso († 1514), vescovo di Tortosa (1475-1512) e arcivescovo di Tarragona (1512-1514)[20];
  - Fernando, Gran Priore del Principato di Catalogna e commendatore degli Ospitalieri di San Giovanni di Gerusalemme[20];
  - Caterina, monaca e badessa del Convento de San Clemente el Real di Toledo[22].
- Elvira o Caterina Maldonado, noble donzella di Salamanca[22], gli diede un figlio
  - Enrico († 1484), abate di Santa María de la O. de Aragón e vescovo eletto di Cefalú, Sicilia[22].

## Ascendenza
|                                |   |                        | Genitori                |  |  | Nonni |  |  | Bisnonni                |  |  | Trisnonni              |  |
|                                |   |                        |                         |  |  |       |  |  | Giovanni I di Castiglia |  |  | Enrico II di Castiglia |  |
|                                |   |                        |                         |  |  |       |  |  | Giovanni I di Castiglia |  |  | Enrico II di Castiglia |  |
|                                |   | Giovanna Manuele       |                         |  |  |       |  |  | Giovanni I di Castiglia |  |  |                        |  |
| Ferdinando I d'Aragona         |   |                        |                         |  |  |       |  |  | Giovanni I di Castiglia |  |  |                        |  |
|                                |   | Leonor d'Aragona       | Pietro IV di Aragona    |  |  |       |  |  |                         |  |  |                        |  |
|                                |   | Leonor d'Aragona       | Pietro IV di Aragona    |  |  |       |  |  |                         |  |  |                        |  |
|                                |   | Leonor d'Aragona       | Eleonora di Sicilia     |  |  |       |  |  |                         |  |  |                        |  |
| Giovanni II d'Aragona          |   | Leonor d'Aragona       |                         |  |  |       |  |  |                         |  |  |                        |  |
|                                |   | Sancho d'Alburquerque  | Alfonso XI di Castiglia |  |  |       |  |  |                         |  |  |                        |  |
|                                |   | Sancho d'Alburquerque  | Alfonso XI di Castiglia |  |  |       |  |  |                         |  |  |                        |  |
|                                |   | Sancho d'Alburquerque  | Eleonora di Guzmán      |  |  |       |  |  |                         |  |  |                        |  |
| Eleonora d'Alburquerque        |   | Sancho d'Alburquerque  |                         |  |  |       |  |  |                         |  |  |                        |  |
|                                |   | Beatriz del Portogallo | Pietro I del Portogallo |  |  |       |  |  |                         |  |  |                        |  |
|                                |   | Beatriz del Portogallo | Pietro I del Portogallo |  |  |       |  |  |                         |  |  |                        |  |
|                                |   | Beatriz del Portogallo | Inés de Castro          |  |  |       |  |  |                         |  |  |                        |  |
| Alfonso de Aragón y de Escobar |   | Beatriz del Portogallo |                         |  |  |       |  |  |                         |  |  |                        |  |
|                                | … | …                      |                         |  |  |       |  |  |                         |  |  |                        |  |
|                                | … | …                      |                         |  |  |       |  |  |                         |  |  |                        |  |
|                                | … | …                      |                         |  |  |       |  |  |                         |  |  |                        |  |
| …                              | … |                        |                         |  |  |       |  |  |                         |  |  |                        |  |
|                                |   | …                      | …                       |  |  |       |  |  |                         |  |  |                        |  |
|                                |   | …                      | …                       |  |  |       |  |  |                         |  |  |                        |  |
|                                |   | …                      | …                       |  |  |       |  |  |                         |  |  |                        |  |
| Eleonora de Escobar            |   | …                      |                         |  |  |       |  |  |                         |  |  |                        |  |
|                                |   | …                      | …                       |  |  |       |  |  |                         |  |  |                        |  |
|                                |   | …                      | …                       |  |  |       |  |  |                         |  |  |                        |  |
|                                |   | …                      | …                       |  |  |       |  |  |                         |  |  |                        |  |
| …                              |   | …                      |                         |  |  |       |  |  |                         |  |  |                        |  |
|                                |   | …                      | …                       |  |  |       |  |  |                         |  |  |                        |  |
|                                |   | …                      | …                       |  |  |       |  |  |                         |  |  |                        |  |
|                                |   | …                      | …                       |  |  |       |  |  |                         |  |  |                        |  |
|                                |   | …                      |                         |  |  |       |  |  |                         |  |  |                        |  |